# Habenaria josephensis
Habenaria josephensis é uma espécie botânica de crescimento terrestre pertencente à família das orquídeas (Orchidaceae).

## Distribuição
É uma das espécies de Habenaria mais comummente encontradas no território brasileiro, em todos os estados onde a Mata Atlântica se faz presente.